# Estação Juanacatlán
A Estação Juanacatlán é uma das estações do Metrô da Cidade do México, situada na Cidade do México, entre a Estação Chapultepec e a Estação Tacubaya. Administrada pelo Sistema de Transporte Colectivo, faz parte da Linha 1.
Foi inaugurada em 11 de abril de 1970. Localiza-se na Avenida Pedro Antonio de los Santos. Atende o bairro San Miguel Chapultepec, situado na demarcação territorial de Miguel Hidalgo. A estação registrou um movimento de 4.446.100 passageiros em 2016.